# Боровик (Псковська область)
Боровик (рос. Боровик) — присілок в Псковському районі Псковської області Російської Федерації.
Населення становить 23 особи. Входить до складу муніципального утворення Серьодкинська волость.

## Історія
Від 2015 року входить до складу муніципального утворення Серьодкинська волость.

## Населення
| 2001 | 2002 | 2010 |
| ---- | ---- | ---- |
| 39   | ↗43  | ↘23  |